# Guglielmo Pepe
Guglielmo Pepe (Squillace, 1783. február 13. – Torino, 1855. augusztus 8.) nápolyi tábornok, Florestano Pepe öccse.

## Életrajza
1799-ben a Parthenopéi Köztársaság hadseregébe lépett, de Portici mellett fogságba esett és száműzték. Az 1801. évi békekötés után hazájába visszatért és Calabriában felkelést igyekezett támasztani. Az erre irányuló kísérlet azonban meghiúsult és életfogytiglani börtönre ítélték; sikerült azonban a börtönből megszöknie. 1806-ban József király szolgálatába állott, de Maida mellett I. Ferdinánd csapataitól elfogatván, halálra ítélték. Megvesztegetett őre segélyével azonban ez ízben is megszökött, ezután a Jóni-szigeteken szolgált az ott állomásozó francia csapatoknál. 1809-ben Murat ordonánc-tisztjévé nevezte ki és egy nápolyi ezred élén Suchet alatt harcolt, Spanyolországban. 1814-ben hadosztály-tábornoki rangra emelkedett. 1815-ben elnyerte az altábornagyi rangot, amelyben I. Ferdinánd is meghagyta. 1818-ban kipusztította az Avellino és Foggia tartományokban garázdálkodó rablóbandákat. Később a carbonari (a.m. szénégetők) titkos szervezethez csatlakozott és 1820-ban a katonai fölkelés élére állott Avellinóban. Július 9-én önkéntes csapatai élén fényes bevonulást tartott Nápolyba. Az osztrákok közeledésével 1821 februárjában a hadsereg fővezérletét vette át az Abruzzókban, de március 7-én Rieti mellett megverték és erre a Bourbon-kormány in contumaciam halálra ítélte. Ezalatt Spanyolországon keresztül Londonba menekült, ahol mint magánember élt; később Párizsban tartózkodott. Az 1848-as felkelés hírére hazasietett és a nápolyi hadtest főparancsnokává nevezték ki, amely Albert Károly alatt Itália függetlenségéért küzdött. Alig nyomult azonban a Póig, a király máris visszahívta. Pepe azonban seregének magvát, 2000 embert Velencébe vezette, s azt az ostromló osztrákok ellen derekasan megvédett. 1849 októberében a Malghera-erődből Mestre felé kirohanást vezényelt az osztrákok ellen. A város megadása után Korfun keresztül Torinóba menekült, ahol később meg is halt.

## Nevezetesebb művei
- Relation des évenements politiques et militaires, qui ont eu lieu á Naples en 1820 et 1821 (Párizs, 1820);
- Mémoires historiques, politiques et militaires sur la révolution de royaume de Naples (London, 1823);
- Mémoires sur les principaux évenements politiques et militaires de l'Italie moderne (Párizs, 1847, 3 kötet; németül, Zürich, 1848);
- Histoire des révolutions et guerres d'Italien en 1847-49) (uo. 1850- olaszul és franciául, Torino 1850, 6 kötet).